# Jean II de Gruyère
Jean II de Gruyère, né avant 1504 et mort le 23 novembre 1539), est un comte de Gruyère, baron d'Oron, seigneur d'Aubonne et de Montsalvens, de la première moitié du XVIe siècle, issu de la famille de Gruyère.

## Biographie
Jean est le fils du comte de Gruyère et seigneur de Montsalvens, Jean Ier, et d'Huguette de Menthon.
Il est créé chevalier de l'Ordre de l'Annonciade par le duc Charles III de Savoie en 1518 et ses armes figurent dans l'armorial de cet Ordre publié en 1654.  

## Famille
Jean épouse en premières noces le 5 mai 1504 Marguerite (morte avant le 9 septembre 1525), dame d'Aubonne, fille de Guillaume de Vergy, maréchal de Bourgogne, et d'Anne, fille de Jean II de Rochechouart de Mortemart ; puis en secondes noces avant 1527 il épouse Catherine, fille d'Hector de Monteynard et de Margherita Palaiologina. Du premier mariage il a :
- Françoise (morte après le 20 mai 1559), elle épouse le 15 février 1534 Charles de Challant-Fénis-Châtillon (mort en 1556/57).
- Michel, qui lui succède.
- François (mort le 3 juillet 1550), seigneur d'Aubonne.

Il a également eu un enfant illégitime :
- Jean[2],[3].